# Rory Kerins
Rory Kerins, född 12 april 2002, är en kanadensisk professionell ishockeyforward som är kontrakterad till Calgary Flames i National Hockey League (NHL) och spelar för Calgary Wranglers i American Hockey League (AHL).
Han har tidigare spelat för Stockton Heat i AHL; Rapid City Rush i ECHL samt Sault Ste. Marie Greyhounds i Ontario Hockey League (OHL).
Kerins draftades av Calgary Flames i sjätte rundan i 2020 års draft som 174:e spelare totalt.

## Statistik
| 2017–2018  | Mississauga Rebels          | GTHL       | 27  | 16 | 10  | 26  | 26 | —  | — | — | —  | — |
| 2018–2019  | Sault Ste. Marie Greyhounds | OHL        | 57  | 9  | 14  | 23  | 2  | 10 | 0 | 0 | 0  | 2 |
| 2019–2020  | Sault Ste. Marie Greyhounds | OHL        | 64  | 30 | 29  | 59  | 30 | —  | — | — | —  | — |
| 2020–2021  | Stockton Heat               | AHL        | 4   | 0  | 0   | 0   | 0  | —  | — | — | —  | — |
| 2021–2022  | Sault Ste. Marie Greyhounds | OHL        | 67  | 43 | 75  | 118 | 49 | 10 | 1 | 9 | 10 | 6 |
|            | Stockton Heat               | AHL        | —   | —  | —   | —   | —  | 5  | 0 | 0 | 0  | 4 |
| 2022–2023  | Calgary Wranglers           | AHL        | 6   | 1  | 1   | 2   | 0  | —  | — | — | —  | — |
|            | Rapid City Rush             | ECHL       | 38  | 17 | 20  | 37  | 8  | —  | — | — | —  | — |
| 2023–2024  | Calgary Wranglers           | AHL        | 54  | 16 | 16  | 32  | 8  | 1  | 0 | 0 | 0  | 0 |
| 2024–2025  | Calgary Flames              | NHL        | 1   | 0  | 2   | 2   | 0  | —  | — | — | —  | — |
|            | Calgary Wranglers           | AHL        | 34  | 21 | 13  | 34  | 10 | —  | — | — | —  | — |
| NHL totalt | NHL totalt                  | NHL totalt | 1   | 0  | 2   | 2   | 0  | —  | — | — | —  | — |
| AHL totalt | AHL totalt                  | AHL totalt | 98  | 38 | 30  | 68  | 18 | 6  | 0 | 0 | 0  | 4 |
| OHL totalt | OHL totalt                  | OHL totalt | 188 | 82 | 118 | 200 | 81 | 20 | 1 | 9 | 10 | 8 |